# 迈克尔·皮特鲁斯
邁克爾·馬文·索里亞諾·皮特魯斯（法語：Mickaël Marvin Soriano Piétrus，1982年2月7日—）是法國瓜德羅普島出身的前職業籃球運動員。他身高6英尺6英寸，體重215磅，場上位置為小前鋒和得分後衛。他於2003年NBA選秀的第11順位被金州勇士選中。他能說流利的法語、英語和安的列斯克里奧爾語。